# WhoSampled
WhoSampled est un site web, et une base d'information concernant les musiques reprises, fondé à Londres, Angleterre, au Royaume-Uni. Il s'agit d'une base de données dans laquelle sont répertoriées des musiques reprises, remixées ou échantillonnées (samplées). Les utilisateurs enregistrés peuvent fournir des informations sur les musiques samplées, remixées ou reprises, qui seront par la suite approuvées et publiées sur le site par un modérateur. 
Le site met à disposition de l'internaute une liste de quel artiste a repris quel autre artiste. La comparaison d'une musique originale à une musique ayant repris cette musique originale est effectuée point par point. Chaque clip vidéo ou audio est fourni par d'autres sites comme YouTube et Dailymotion. WhoSampled a été classé dans le « top 100 des meilleurs site web en 2010 » par PC Magazine. Le 19 juin 2012, WhoSampled lance une version pour mobile de leur base de données sur Apple iPhone, iPad, et iPod Touch par le biais du iTunes App Store.
Le but et le moteur de recherche du site est similaire à un autre projet nommé Music Genome Project, et cherchent tous les deux à « explorer l'ADN de la musique. »